# Ihab Abdelrahman
Pour les articles homonymes, voir Abdelrahman et El-Sayed.
Ihab Abdelrahman el-Sayed (né le 1er mai 1989 à Ach-Charqiya) est un athlète égyptien, spécialiste du lancer de javelot. Il est entraîné à Kuortane par Petteri Piironen.

## Biographie
Son meilleur lancer a été obtenu à El Maadi le 17 septembre 2010 en 81,84 m. Il est champion d'Afrique 2010 à Nairobi.
Il a remporté la médaille d'argent aux Championnats du monde juniors à Bydgoszcz en 76,20 m, en 2008.
Il porte son record à 82,25 m le 29 novembre 2012 au Caire. Il remporte la médaille d'argent lors des Jeux méditerranéens 2013 à Mersin, en portant son meilleur lancer à 82,45 m. Il bat ce record en qualifications des championnats du monde à Moscou le 15 août 2013, nouveau record national.
Le 18 mai 2014, lors du meeting de Shangaï, comptant pour la ligue de diamant, el-Sayed réalise à son premier essai un lancer à 89,21 m. Il s'empare du record du meeting, de la meilleure performance mondiale de l'année ainsi que du record d'Afrique.
Il remporte le titre des Championnats panarabes d'athlétisme 2015 au Bahreïn.
Contrôlé positif à la testostérone en avril 2016, il est exclu de la participation aux Jeux olympiques de Rio. Le 21 décembre 2019 est annoncée l'annulation de sa suspension, à compter de janvier 2020.
Il reprend les compétitions et se qualifie pour les Jeux olympiques de Tokyo, où il est éliminé en qualifications.

## Palmarès
| Date | Compétition                    | Lieu             | Résultat | Marque  |
| ---- | ------------------------------ | ---------------- | -------- | ------- |
| 2007 | Championnats d'Afrique juniors | Ouagadougou      | 3e       | 65,63 m |
| 2008 | Championnats du monde juniors  | Bydgoszcz        | 2e       | 76,20 m |
| 2009 | Jeux de la Francophonie        | Beyrouth         | 1er      | 77,33 m |
| 2009 | Championnats panarabes         | Damas            | 1er      | 75,49 m |
| 2010 | Championnats d'Afrique         | Nairobi          | 1er      | 78,02 m |
| 2011 | Championnats panarabes         | Al-Aïn           | 1er      | 78,33 m |
| 2011 | Jeux panarabes                 | Doha             | 1er      | 78,66 m |
| 2013 | Championnats panarabes         | Doha             | 1er      | 79,17 m |
| 2013 | Jeux méditerranéens            | Mersin           | 2e       | 82,45 m |
| 2013 | Championnats du monde          | Moscou           | 7e       | 80,94 m |
| 2014 | Championnats d'Afrique         | Marrakech        | 2e       | 83,59 m |
| 2014 | Coupe continentale             | Marrakech        | 1re      | 85,44 m |
| 2014 | Ligue de diamant               | Ligue de diamant | 3e       | détails |
| 2015 | Championnats panarabes         | Madinat 'Isa     | 1er      | 80,72 m |
| 2015 | Championnats du monde          | Pékin            | 2e       | 88,99 m |
| 2015 | Jeux africains                 | Brazzaville      | 1er      | 85,37 m |
| 2021 | Championnats panarabes         | Radès            | 1er      | 79,93 m |
| 2022 | Championnats d'Afrique         | Saint-Pierre     | 2e       | 77,12 m |
| 2022 | Jeux méditerranéens            | Oran             | 2e       | 78,51 m |
| 2022 | Championnats du monde          | Eugene           | 12e      | 75,99 m |
| 2023 | Jeux panarabes                 | Oran             | 1er      | 80,50 m |
| 2023 | Championnats du monde          | Budapest         | 10e      | 80,64 m |

## Records
| Épreuve           | Performance  | Lieu     | Date        |
| ----------------- | ------------ | -------- | ----------- |
| Lancer du javelot | 89,21 m (NR) | Shanghai | 18 mai 2014 |